# Hanhinen (sjö i Karstula, Mellersta Finland, Finland)
Hanhinen eller Hanhilampi är en sjö i Finland. Den ligger i kommunen Karstula i landskapet Mellersta Finland, i den centrala delen av landet, 300 km norr om huvudstaden Helsingfors. Hanhinen ligger 199 meter över havet. Den är 2,1 meter djup. Arean är 22,9 hektar och strandlinjen är 2,09 kilometer lång. Sjön  ingår i Kymmene älvs huvudavrinningsområde.   I omgivningarna runt Hanhinen växer i huvudsak blandskog.
I övrigt finns följande vid Hanhinen:
- Kotajärvi (en sjö)
- Pirttijärvi (en sjö)